# Złodziej z Bagdadu (film 1961)
Złodziej z Bagdadu (wł. Il Ladro di Bagdad, fr. Le Voleur de Bagdad, ang. Thief of Baghdad) – włosko-francusko-amerykański przygodowy film fantasy z 1961 roku w reżyserii Arthura Lubina oraz Brunona Vailatiego, z udziałem Steve'a Reevesa. Remake filmu z 1924 roku.

## Fabuła
W czasach nowożytnych miastem Bagdad rządzi sułtan Ali Bajazeth, ale w rzeczywistości jest kontrolowany przez wielkiego wezyra Gamala. Biedni mieszkańcy Bagdadu są wspomagani przez ulicznego złodzieja Karima, którego chce dopaść Gamal. W trakcie jednej z kradzieży ogłoszony jest przyjazd Osmana, księcia Mosulu proszącego o rękę córkę sułtana – Aminę. Karim chcąc zdobyć klejnoty możnych porywa Osmana i podszywa się pod niego. Wkrótce oszustwo wychodzi na jaw i sułtańska straż szuka Karima, który ucieka z pomocą tajemniczego czarodzieja.
Karim w trakcie ucieczki dostrzega Aminę ze służkami, która zakochała się w fałszywym Osmanie i oddaje jej skradziony sułtański pierścień. Wbrew jej woli sułtan zaręcza ją z prawdziwym Osmanem i czyni swym następcą. Amina znieważa Osmana stwierdzeniem, że nie umiał obronić się przed pospolitym złodziejem i tym samym sojusz bagdadzko-mosulski nie ma szans. Na boku Gamal proponuje współpracę z Osmanem w zdobyciu sułtańskiego tronu. W tajemnicy Amina spotyka się z Karimem. Jednej nocy Karim zostaje schwytany wśród ludzi niepłacących podatków i wraz z nimi zesłany na ciężkie roboty.
Gamal wręcza Osmanowi miłosny napój, który w przypadku podania go już zakochanej osobie działa jak trucizna. Podają go Aminie bez wiedzy, że kocha się w Karimie. Zapada ona na chorobę i czarodziej, wcześniej pomagający Karimowi, stwierdza, że wyleczy ją jedynie niebieska róża znajdująca się za legendarnymi Siedmioma Drzwiami na Wschodzie. Sułtan oświadcza, że ten przyniesie niebieską różę zostanie mężem Aminy i nowym sułtanem. Dowiedziawszy o tym Karim wymyka się strażnikom i chce dołączyć do oficjalnych poszukiwaczy niebieskiej róży mimo sprzeciwu Osmana i Gamala. Musi znów posiłkować się ucieczką.
Karim na skradzionym koniu dociera do karawany poszukiwaczy niebieskiej róży. Tam Osman niszczy innym bukłaki z wodą i wyrusza wcześniej. Karim oddaje konkurentom swój bukłak, czym zaskarbia ich szacunek. Docierają do pierwszych z siedmiu drzwi w formie skalnej formacji, za którą znajduje się las. Nocą drzewa ożywają i atakują poszukiwaczy. Większość z nich ucieka, a Karim po potyczce odkrywa Drugie Drzwi będące tunelem prowadzącym do równiny siarkowych gejzerów, które wybuchają ogniem. Karim uświadamia sobie, że to iluzja i używa skały, aby się przez nią przebić, znajdując Trzecie Drzwi.
Znajduje się w krainie, gdzie Czwarte Drzwi prowadzą do pałacu pięknej Kadigii. Ukazuje mu ona widok, jak Osman przybywa z fałszywą niebieską różą. Oszustwo zostaje ujawnione, co Osman tłumaczy winą czarnej magii. Karim zgadza się zostać na noc u Kadigii, lecz odkrywa swych konkurentów zaklętych w posągi. Podczas wieczerzy podmienia kielichy i to Kadigia zmienia się w posąg. Karim dociera do morza znajdując Piąte Drzwi. Prowadzą do mostu strzeżonego przez niewidzialnego strażnika. Po jego pokonaniu Karim znajduje w ruinach zamku za Szóstymi Drzwiami skrzydlatego konia strzeżonego przez ludzi w czerni. Dolatuje na nim do podniebnego pałacu. Są to ostatnie z Siedmiu Drzwi, a niebieska róża umieszczona jest w szklanej komnacie.
Karim jednoczy się z czarodziejem, który wręcza mu magiczny klejnot. Dojeżdża do Bagdadu zaatakowany przez armię Osmana, który bierze za zakładnika Aminę. Magiczny klejnot wyczarowuje wielką armię, które pokonuje tą Osmana, który przegrywa w pojedynku z Karimem. Niestety niebieska róża ulega zniszczeniu. Jednak uczucie Karima i Aminy wyczarowuje nową. Sułtan wita Karima jako swojego zięcia i następcę. Karim dostrzega popiersie czarodzieja, ale sułtan mówi mu, że popiersie przedstawia jego zmarłego wuja, wielkiego sułtana Achima I.

## Obsada
| Rola                        | Aktor               | Głos                |
| --------------------------- | ------------------- | ------------------- |
| Karim                       | Steve Reeves        | Giuseppe Rinaldi    |
| księżniczka Amina           | Giorgia Moll        | Lydia Simoneschi    |
| książę Osman                | Arturo Dominici     | Arturo Dominici     |
| czarodziej / sułtan Akim I  | Georges Chamarat    | Gino Baghetti       |
| wielki wezyr Gamal          | Daniele Vargas      | Ferruccio Amendola  |
| sułtan Ali Bajazeth         | Antonio Battistella | Giorgio CapecchI    |
| Abdul                       | Fanfulla            | brak danych         |
| Farid                       | Giancarlo Zarfati   | Giancarlo Zarfati   |
| Aisha                       | Gina Mascetti       | Wanda Tettoni       |
| wspólnik Karima             | Mohammed Agrebi     | Glauco Onorato      |
| Hassan                      | Anthony Radecki     | Emilio Cigoli       |
| Kadigia                     | Edy Vessel          | Rosetta Calavetta   |
| strażnik mostu              | Chignone            | Chignone            |
| kapitan straży              | Fortunato Arena     | Bruno Persa         |
| służebnica                  | Anita Todesco       | brak danych         |
| medyk                       | Mario Passante      | Cesare Fantoni      |
| szambelan                   | Gian Paolo Rosmino  | Amilcare Pettinelli |
| pretendent do ręki Aminy #1 | Ignazio Dolce       | Pino Locchi         |
| pretendent do ręki Aminy #2 | Carlo Tamberlani    | Manlio Busoni       |
| pretendent do ręki Aminy #3 | Edoardo Bergamo     | Massimo Turci       |
| pretendent do ręki Aminy #4 | Frazier Rippy       | brak danych         |

Źródło:

## Produkcja

### Przygotowania

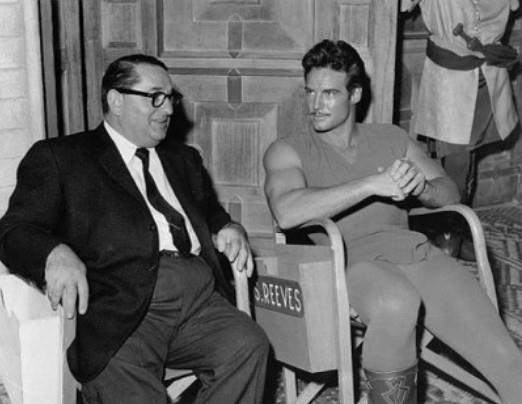
Steve Reeves i Joseph E. Levine na planie filmu w trakcie przerwy.

W 1960 roku amerykański producent i dystrybutor filmowy Joseph E. Levine, zachęcony sukcesem dystrybuowanego przez niego Herkulesa (1958) na terenie Stanów Zjednoczonych, był skory do sprowadzania włoskich filmów na tamtejszy rynek, jak również był gotów współfinansować niektóre włoskie filmy, z prawami do amerykańskiej dystrybucji. Jego wytwórnia Embassy Pictures dla Metro-Goldwyn-Mayer nawiązała współpracę z włoskim Lux Film i jej francuską spółką zależną Lux Compagnie Cinematographique de France w celu produkcji trzech filmów przygodowych – Złodzieja z Bagdadu, Morgana, kapitana piratów oraz The Wonders of Aladdin. Gwiazdą dwóch pierwszych filmów miał być amerykański kulturysta i aktor Steve Reeves, który stał się sławny dzięki tytułowej roli w Herkulesie oraz kontynuacji Herkulesie i królowej Lidii (1959). Za scenariusz odpowiadał Filippo Sanjust, specjalizujący w kinie płaszcza i szpady.

### Zdjęcia
Jak w przypadku Morgana, kapitana piratów Reeves żądał anglojęzycznego reżysera, którym został amerykański producent i reżyser Arthur Lubin. Również z rekomendacji Reevesa, a także Levine’a operatorem zdjęć został Tonino Delli Colli pracujący wcześniej nad Morganem, kapitanem piratów. Zdjęcia miały rozpocząć się 15 lipca 1960 roku w Rzymie, lecz ostatecznie rozpoczęły się miesiąc później. Wykorzystano m.in. kaskady Monte Gelato w prowincji Rzym. Na początku zimy 1960 roku ekipa filmowa przeniosła się do Kairuan w Tunezji, by kręcić w tamtejszych plenerach. 17 stycznia 1961 roku tunezyjska administracja udzieliła zgody filmowcom na kręcenie w Meczecie Sidi Ukby, jednym z najważniejszych obiektów sakralnych w świecie islamskim, co spowodowało jedne z pierwszych religijnych zamieszek w kraju. Imam meczetu Shaykh Khelif sprzeciwiał się tej decyzji, za co został zdymisjonowany przez prezydenta Tunezji, Habiba Burgibę. Fakt kręcenia filmu w meczecie przez konserwatywnych Tunezyjczyków został odebrany jako akt profanacji, uwłaczający godności islamu przy współudziale władz państwowych.
Na tym etapie kariery Reeves ograniczył swoją pracę filmową do dwóch razy w roku, raz latem i raz zimą, i intensywnie trenował przez sześć tygodni przed każdym nowym filmem. Jako orędownik zdrowia i sprawności poprzez odpowiednią dietę, miał trudności z przystosowaniem się do warunków żywieniowych w Tunezji: „Pewnego dnia na początku kręcenia filmu Bagdadu wszyscy zatrzymaliśmy się na wspólny lunch. Obiad był serwowany w tej bardzo dużej sali, do której wchodziło się przez tę wielką klatkę schodową. Z daleka wyglądało to tak, jakby czekała na nas bardzo duża sałatka, mocno udekorowana kawiorem. Lecz gdy podeszliśmy bliżej, kawior odleciał! Muchy! Od tamtej pory, wszystko co jadłem w Tunezji to były tylko chleb, ser w plasterkach, tuńczyka w puszce i piwo!”. Z powodu problemów z barkiem Reevesa większość akrobatycznych wyczynów wykonał jego dubler, kaskader Sergio Ciani.
Reeves za film otrzymał gażę w wysokości 200 tys. dolarów. W trakcie pracy nad filmem nasilał się konflikt pomiędzy Reevesem a Levine’em powstały podczas Morgana, kapitana piratów. Tam Levine odmawiał 50 tys. podwyżki obiecanej w kontrakcie i dopiero po interwencji narzeczonej Reevesa aktor otrzymał należne wynagrodzenie. Dodatkowo Reevesa irytowały przechwałki Levine’a, w których przypisywał sobie wyłączne zasługi za uczynienie go gwiazdą.

### Efekty specjalne
Za efekty specjalne odpowiadał brytyjski technik Thomas Howard, który pracował przy wielu brytyjskich filmach, w tym Złodzieja z Bagdadu (1940). Howard odpowiadał za optykę i pirotechnikę, zaś miniatury tworzył Joseph Natanson, choć niektóre źródła podają, że w rzeczywistości mógł odpowiadać za domalówki, ponieważ była to dziedzina efektów specjalnych, w której się specjalizował. Scenograf Carlo Rustichelli i jeden asystentów operatora zdjęć Giuseppe Maccari potwierdzili, że Mario Bava „kierował” działem efektów specjalnych filmu, mimo że nie zostało to odnotowane w listach płac. Tim Lucas w książce Mario Bava: All the Colors of the Dark uważa, że Mario Basil, wymieniony w liście płac jako asystent produkcji, to zniekształcone nazwisko Bavy.

### Postprodukcja
Złodziej z Bagdadu został nagrany na kolorowej taśmie Eastmancolor w formacie panoramicznym Techniscope. Tak jak większość filmów włoskich z tego okresu Złodziej z Bagdadu większość obsady miała podłożone głosy. Ich dubbing wykonało rzymskie studio Cooperativa Doppiatori Cinematografici. Na rynek międzynarodowy wykonana została angielska wersja językowa przez studio Titra Sound Studios z Nowego Jorku. Głosu Karimowi w tej wersji użyczył aktor radiowy George Gonneau, który dubbingował Reevesa w amerykańskich dubbingach do Herkulesa i Herkulesa i królowej Lidii. Pomiędzy poszczególnymi wersjami na rynki zagraniczne istnieją różnice w czasie trwania filmu. Amerykańska wersja jest krótsza o 10 minut, skracając niektóre sceny bądź dodając ujęcia nieobecne w innych wersjach, np. wcześniejsze pojawienie się postaci czarodzieja. Wyłącznie we włoskiej wersji występuje scena ofiarowania przez ubogich mieszkańców Bagdadu Karimowi błękitnego stroju w podzięce za jego ofiarność.

## Premiera i promocja
Włoska premiera filmu odbyła się 23 marca 1961 roku. We Francji premiera odbyła się 9 sierpnia 1961 roku, zaś na terenie Stanów Zjednoczonych dzień później, gdzie za dystrybucję odpowiadał Metro-Goldwyn-Mayer. W miesiąc amerykańskiej premiery Dell Publications wydało adaptację komiksową z ilustracjami Reeda Crandalla oraz książkową autorstwa Richarda Wormsera, opartą na wczesnej wersji scenariusza, gdzie jednym z głównych bohaterów był dżin o imieniu Abu Hastin pełniący rolę narratora.

## Odbiór
We Włoszech film zarobił ok. 629 milionów lirów, z kolei dochód na rynku międzynarodowym był znacznie większe, głównie dzięki pokazom w dziecięcych blokach kinowych.
Bosley Crowther na łamach „The New York Times” określił Złodzieja z Bagdadu „wielkim, kolorowym, głupi pokaz Eastmana”, który „porusza się w ślimaczym tempie w tekturowych orientalnych sceneriach”.
Amerykański krytyk filmowy Leonard Maltin uważał film za „od czasu do czasu klimatyczny”, jednak gorszy od Złodzieja Bagdadu z 1940 roku.
Amerykańsko-libański pisarz i wykładowca Jack G. Shaheen w książce Reel Bad Arabs: How Hollywood Vilifies a People poświęconej ukazywaniu Arabów w hollywoodzkich filmach stwierdził, że właściwszym tytułem byłby Robin Hood of Bagdad, a kostiumy i muzyka bardziej kojarzą się ze średniowieczną Anglią niż Bagdadem. Brytyjski wykładowca filmowy Daniel O’Brien w książce Muslim Heroes on Screen opisującej podobne zagadnienie, zauważa, że tytułowy złodziej co prawda nie przechodzi muzułmańskiego oświecenia i odkupienia jak w wersji z 1924 roku, jednak są widoczne oznaki wiary m.in. posiadanie tzw. Pierścienia Proroka i sugestia, że został wybrany przez Allaha do wyższych celów, który widząc szczerą miłość do księżniczki pobłogosławił go nową różą. I o ile czarodziej mu pomaga i prowadzi, to mówi też, że Karim musi być zdany na siebie. Tym samym Karim staje de facto liderem wyprawy po niebieską różę i pokonuje wrogów strategią rozumu tyle samo co siłą.